# Synth-rock
Synth-rock je hudební styl, používající umělé zvuky generované syntezátory, samplery a bicí automaty (elektronické hudební nástroje, které mohou imitovat různé reálné nástroje, mohou však vytvářet i zcela nové zvuky). Umělci řazení do tohoto žánru se však obvykle dají zařadit i do jiných, více přesnějších hudebních stylů.